# Gustaf Dyrssen
Gustaf Peder Wilhelm Dyrssen (Estocolmo, 24 de novembro de 1891 – 13 de maio de 1981) foi um pentatleta sueco, campeão olímpico. 

## Carreira
Gustaf Dyrssen representou seu país nos Jogos Olímpicos de 1920 e 1924 no pentatlo, na qual conquistou a medalha de ouro, no individual, em 1920 e prata em 1924, E na esgrima participou em 1924, 1928 e 1936, conquistando uma prata em 1936.